# Nicu Constantin
Nicu Constantin (n. 31 iulie 1938, Eforie, România – d. 15 septembrie 2009, București, România) a fost un actor român de comedie.

## Biografie
Tatăl său, Tudor Constantin, provenea din localitatea albaneză Corcea (de unde se trag și strămoșii lui Ion Caramitru, George Vraca și Victor Eftimiu) și a ajuns în România în anul 1910. Actorul Nicu Constantin își amintea că toate casele ce existau în fostul oraș Movilă (actualul Eforie Sud) purtau pecetea muncii tatălui său.
Mama actorului, Ecaterina, era grecoaică din Ianina și sosise în Constanța în 1913-1914, pentru a studia la Școala Greacă din localitate - considerată pe atunci cea mai bună instituție de învățămînt din Balcani cu predare în limba greacă.
Ecaterina și Tudor Constantin s-au căsătorit în 1924 și au avut 7 copii:  Petre, Constanța, Tefta, Gheorghe, Constantin, Nicu - viitorul actor, și Lică. După terminarea războiului, în 1947, familia Constantin a mai înfiat un băiat din Moldova, Ștefan, ce avea apoi să ajungă pe unul din cele mai mari petroliere din lume, "Independența", găsindu-și sfârșitul odată cu scufundarea acestuia în Bosfor.
De mic practică tot soiul de meserii: ajutor la bostănăria turcului Cadri, vânzător de răcoritoare pe plajă, vânzător de lapte, vânzător de creveți la cornet, vânzător de ziare, sacagiu, bagajist la gară, etc. Banii astfel câștigați devenind o sursă serioasă pentru întreținerea familiei sale și, deseori, pentru ajutorarea familiilor mai nevoiașe din orășel.

### Studii
- Școala primară din Constanța.
- Școala de Construcții din Brașov (1942).
- Școala Medie Tehnică de Marină din Constanța - profil navigație și motoare.
- Școala Populară de Arte din București.

### Începuturile artistice
Pentru Nicu Constantin primele înclinații spre lumea artei încep să apară la vârsta de 12 ani când avea ocazia, odată cu venirea concediilor de vară, să vadă la Eforie o serie întreagă de mari artiști: George Vraca, Gică Petrescu, Sergiu Malagamba, Petre Ștefănescu Goangă, Nicolae Bassu Tasian, Arta Florescu, Nae Roman, Bimbo Mărculescu etc.
Tot pe atunci învață de la sora sa, Constanța, lungi poeme de câte 30-40 de strofe, pe care le recită fără cusur la serbările organizate în Eforie de Ziua Eroilor făcându-se astfel imediat remarcat.
Primul spectacol a fost însă ținut în Școala de Marină din Constanța când Nicu Constantin, ce făcea pe atunci parte din grupul "Trio Scaramuța", a prezentat momentul satiric "Mâine vom fi pe mare" în care lua peste picior pe cei din conducerea școlii. Alături de el mai apăreau atunci colegii săi, Muller, Geanoglu, Mușat, Korfiadis și viitorul actor Costel Drăgănescu.
Succesul fiind garantat Nicu Constantin a oferit apoi publicului o altă compoziție a sa, "Melodia constănțeană".

### Activitate profesională
- Angajat al Teatrului de Revistă „Constantin Tănase”
- Între 1960 și 2000, a activat și a susținut peste 9.000 de reprezentații pe scena Teatrului de Revistă „Constantin Tănase”. În perioada 1979-1982, Constantin a fost și actor al Teatrului de Operetă „Ion Dacian”.

În 2001, Nicu Constantin a devenit cetățean de onoare al orașului Eforie Sud fiind decorat cu Ordinul Meritul Cultural, clasa I, pentru activitatea sa artistică.
În palmaresul înregistrărilor lui Constantin se află peste 30 de filme de scurt și lung metraj, 600 de emisiuni de radio și peste 300 de televiziune. În 2005, în cadrul Galei UNITER, a primit premiul special pentru teatru de revistă, iar un an mai târziu, premiul UNITER pentru întreaga activitate.

## Distincții
- Medalia Meritul Cultural clasa I (12 septembrie 1968) „pentru merite în activitatea muzicală”[2]
- Ordinul Meritul Cultural în grad de Ofițer, Categoria D - „Arta Spectacolului”, (7 februarie 2004) „în semn de apreciere a întregii activități și pentru dăruirea și talentul interpretativ pus în slujba artei scenice și a spectacolului”[3]

## Roluri în teatrul de revistă (selectiv)
- Pagini alese din revista de altădată
- Revista dragostei
- La Grădina "Cărăbuș"
- Colibri music-hall
- Nu aduce ziua ce aduce noaptea
- Jos pălăria
- Vino să ne vezi diseară
- Costică, ne vede lumea!
- Uite că nu tac!
- Lasă supărarea-n hol
- Grand Music-Hall de Bucarest
- Nimic despre elefanți
- Cafeaua cu lapte de adio
- Salutări de la Vasile
- Mi se pare că mă-nsor!
- Savoy, Savoy!

## Filmografie
- S-a furat o bombă (1962) - nemenționat
- Vacanță la mare (1963)
- Împușcături pe portativ (1966)
- Vin cicliștii (1968)
- Cercul magic (1975)
- Lupușor și Mieluțu (1975)
- Sărbătoritul (1977)
- Septembrie (1978)
- Totul pentru fotbal (1978)
- Ora zero (1979)
- Alo, aterizează străbunica!... (1981)
- Am o idee!... (1981)
- Întoarcere la dragostea dintîi... (1981)
- Grăbește-te încet (1982)
- Secretul lui Bachus (1984)
- Eroii nu au vârstă (1984) Serial Tv
- Mușchetarii în vacanță (1985)
- Muzica e viața mea (1988)
- Borvizomanii (1988)
- Harababura (1991)
- Ministerul comediei (1999)
- Profeția V (2005)

## Albume
- "Nicu... vede tot"
- "Uite-l pe nea Nicu..."
- "Nicu Constantin... o viață de artist"

## Volume
- "Ochelarii miraculoși. Nicu Constantin în dialog cu Cristian Brancu"